# Риддинг, Билл
Уи́льям Ри́ддинг (англ. William Ridding; 4 апреля 1911 — 20 сентября 1981), также известный как Билл Риддинг (англ. Bill Ridding) и Ни́бблер Риддинг (англ. Nibbler Ridding) — английский футболист и футбольный тренер. Наиболее известен как главный тренер клуба «Болтон Уондерерс», с которым выиграл Кубок Англии.

## Карьера игрока
Риддинг начал профессиональную карьеру в клубе «Транмир Роверс» в 1928 году.
В 1930 году перешёл в «Манчестер Сити» за £3500. Дебютировал за «Сити» 19 апреля 1930 года в матче против «Лестер Сити». Всего провёл за клуб 9 матчей и забил 4 мяча.
В 1931 году стал игроком «Манчестер Юнайтед», выступавший во Втором дивизионе. За его переход «Юнайтед» заплатил «Сити» 2000 фунтов, а также передал права на двух футболистов, Билли Дейла и Гарри Роули. Дебютировал за «Юнайтед» 25 ноября 1931 года в матче против «Вулверхэмптон Уондерерс». В сезоне 1932/33 стал лучшим бомбардиром команды, забив 11 мячей. Всего провёл за клуб 44 матча и забил 14 мячей. В 1934 году объявил о завершении карьеры из-за травмы  (на тот момент ему было 23 года) и покинул «Манчестер Юнайтед».
В дальнейшем пытался продолжить карьеру, сыграв в клубах «Нортгемптон Таун», «Транмир Роверс» и «Олдем Атлетик», однако провёл только несколько официальных матчей и окончательно завершил карьеру в 1936 году.

## Тренерская карьера
В 1939 году Риддинг был назначен главным тренером клуба «Транмир Роверс», в котором начал свою карьеру игрока. Был тренером команды до 1945 года. В связи с перерывом в турнирах во время войны клуб провёл под его руководством только 20 официальных матчей.
В октябре 1950 года Риддинг заменил в качестве главного тренера «Болтон Уондерерс».  Уолтера Роули, который испытывал проблемы со здоровьем. Сезон 1950/51 команда завершила на 8-м месте (в предыдущем сезоне команда заняла 16-е место), а сезон 1951/52 закончила на 5-м месте. В 1953 году «Болтон» вышел в финал Кубка Англии, однако уступил в нём «Блэкпулу со счётом 4:3. В сезоне 1953/54 «рысаки» заняли 5-е место в лиге, однако уже в следующем сезоне едва не вылетели из Первого дивизиона, заняв 18-е место.
В сезоне 1957/1958 «Болтон» выиграл свой четвёртый (и на данный момент последний) Кубок Англии, обыграв в финале  «Манчестер Юнайтед», обескровленный после мюнхенской катастрофы. Оба гола в финальном матче забил Нэт Лофтхаус.
В сезоне 1958/59 «Болтон» занял 4-е место в чемпионате, что стало лучшим результатом команды за более чем тридцать лет.
В 1960 году Нэт Лофтхаус завершил карьеру, после чего «Болтон» начал выступать в чемпионате всё хуже и хуже. C 1961 по 1963 годы команда финишировала на 18-м, 11-м и снова на 18-м месте, а сезон 1963/64 завершила на 21-м месте, выбыв во Второй дивизион.
В 1968 году Риддинг покинул пост главного тренера «Болтон Уондерерс». Примечательно, что на этом посту его сменил знаменитый Нэт Лофтхаус, бывший игроком при Риддинге.

## Достижения в качестве тренера
Болтон Уондерерс
- Обладатель Кубка Англии: 1958
- Обладатель Суперкубка Англии: 1958